# 1808 no Brasil
Esta é uma cronologia dos fatos acontecimentos de ano 1808 no Brasil.

## Incumbentes
- Vice-rei – Marcos de Noronha e Brito, 8.º Conde dos Arcos (1806–22 de janeiro de 1808)
- Príncipe regente – D. João Maria de Bragança (1808–1815)

## Eventos
- 4 de janeiro: A primeira máquina de impressão é instalada no país.
- 22 de janeiro: Transferência da corte portuguesa para o Brasil devido às Invasões Francesas.[1][2] Com isso, o cargo de Vice-Rei do Brasil, então ocupado por Marcos de Noronha e Brito, o Conde dos Arcos, torna-se extinto.
- 24 de janeiro: O Príncipe regente Dom João e a Família Real Portuguesa chegam a Salvador, Bahia, onde permaneceram até março, quando foram para o Rio de Janeiro.
- Extinção do sistema administrativo de Governo-Geral.[1][2]
- 28 de janeiro: O Decreto de Abertura dos Portos às Nações Amigas é promulgada pelo príncipe regente Dom João.[1][2] Os portos do Brasil às nações estrangeiras aliadas da coroa portuguesa são abertos por carta régia.[3]
- 18 de fevereiro: A Faculdade de Medicina da Bahia é fundada por decisão régia do Príncipe Regente D. João.
- 7 de março: Chega a Família Real portuguesa ao Rio de Janeiro.
- 10 de maio: Criação da Intendência-Geral de Polícia, precursora da Polícia Civil, através de Alvará Régio.
- 11 de março: O Ministério da Marinha e o Tesouro Nacional são criados pelo Príncipe Regente Dom João. O Visconde de Anadia é nomeado como o primeiro ministro da Marinha.
- 13 de maio: Dom João VI cria a Imprensa Régia no Rio de Janeiro, sob a iniciativa do Conde de Linhares.
- 16 de março: O Ministério das Relações Exteriores é criado.
- 1 de abril: O Conselho Supremo Militar e de Justiça é criado por alvará.
- 19 de abril: O estabelecimento de fábricas e manufaturas no Brasil é liberado pela derrogação do alvará de 1785.
- 1 de maio: Dom João declara guerra à França, invadindo a Guiana Francesa.
- 5 de maio: A Escola Naval do Rio de Janeiro é criada como o antigo nome Corte da Academia dos Guardas Marinhas.
- 10 de maio: A Casa de Suplicação do Brasil (atual Supremo Tribunal da Justiça) é instituída.
- 13 de maio: A Impressão Régia, atualmente chamada Imprensa Nacional, é criada pelo decreto no Rio de Janeiro.
- 1 de junho: Começa a circular o primeiro jornal brasileiro, o Correio Braziliense, publicado em Londres, Inglaterra.
- 6 de junho: O Museu Real é criado no Rio de Janeiro.
- 10 de junho: A Guiana Francesa é ocupada por ordem do regente Dom João.
- 13 de junho: O Jardim Botânico do Rio de Janeiro é fundado por decreto do Príncipe regente Dom João VI.
- 27 de junho: O imposto de décima dos prédios urbanos é criado.
- 23 de agosto: A cidade de Porto Alegre é oficialmente criada, desmembrando-se de Viamão.
- 10 de setembro: No Rio de Janeiro, começa a circular o primeiro jornal impresso no Brasil, a Gazeta do Rio de Janeiro.
- 12 de outubro: O Banco do Brasil é criado por Dom João, sendo o primeiro banco a ser fundado no Brasil.[4]
- Criação da comarca de São João das Duas Barras por decreto real.

## Nascimentos
- 27 de janeiro: João Caetano, ator e encenador (m. 1863).